# Vénus de Campo Iemini
Pour les articles homonymes, voir Vénus.
 (mai 2019).
La Vénus dite de Campo Iemini est une sculpture en marbre du type Vénus Pudique ou Vénus Capitoline. Elle a été découverte au printemps 1792, parmi d'autres sculptures, lors de la fouille d'une villa romaine à Campo Iemini, près de Torvaianica, dans le Latium. La fouille était dirigée par le marchand anglais d'antiquités romaines Robert Fagan (1761-1816)  sous le patronage du prince Auguste, duc de Sussex, en partenariat avec Corbet Corbet, du British Museum. 
Au moment de sa découverte, les Anglais trouvèrent cette statue supérieure à la Vénus Capitoline. Après restauration à Rome, elle fut expédiée à Londres, où le frère d'Auguste de Sussex, le prince régent George IV, l'installa à Carlton House. Après sa mort, lorsque Carlton House fut remplacée par une terrasse de maisons, son successeur Guillaume IV en fit don au British Museum.